# 11408 Zahradník
11408 Zahradník este un asteroid din centura principală, descoperit pe 13 martie 1999, de Lenka Šarounová.